# NGC 1236
NGC 1236 è una galassia ellittica situata nella costellazione dell'Ariete, a una distanza di circa 357 milioni di anni luce dalla nostra Via Lattea.

## Scoperta
La galassia è stata scoperta il 5 ottobre 1864 dall'astronomo tedesco Albert Marth.

## Descrizione
Data la sua luminosità superficiale pari a 14,13, NGC 1236 può essere classificata come una galassia a bassa luminosità superficiale (nella letteratura in lingua inglese abbreviata in LSB, acronimo di Low Surface Brightness). Le galassie LSB sono galassie di tipo diffuso (D) con una luminosità superficiale inferiore di almeno una magnitudine a quella del cielo notturno circostante.